# Corbin City
Corbin City es una ciudad ubicada en el condado de Atlantic en el estado estadounidense de Nueva Jersey. En el año 2010 tenía una población de 492 habitantes y una densidad poblacional de 24.1 personas por km².

## Geografía
Corbin City se encuentra ubicado en las coordenadas 39°18′04″N 74°42′37″O / 39.30111, -74.71028.

## Demografía
Según la Oficina del Censo en 2000 los ingresos medios por hogar en la localidad eran de $47,083 y los ingresos medios por familia eran $56,000. Los hombres tenían unos ingresos medios de $35,938 frente a los $27,250 para las mujeres. La renta per cápita para la localidad era de $21,321. Alrededor del 4.9% de la población estaba por debajo del umbral de pobreza.